# Kenozoik
| Kenozoik pred 66–0 milijoni let |
| Delitev kenozoika-70 —–-60 —–-50 —–-40 —–-30 —–-20 —–-10 —–0 —MezozoikPaleogenNeogenKvartar ←**K e n o z o i k Fanerozoik Časovnica prikazuje približen potek kenozoika in čas ** K-Pg velikega izumrtja pred 65,8 milijoni let. Ordinatna lestvica: milijoni let (Ma) pred sedanjostjo |

Kenozoik je geološka doba, ki se je začela pred okoli 65 milijoni let in je trenutna in zadnja doba v geološki zgodovini Zemlje. Gozdovi so počasi preraščali travnike, podnebje je postalo raznoliko, oblikovati so se začele celine.
Beseda kenozoik izhaja iz grščine in pomeni (καινός) kainos »novo« in (ζωή) zoe »življenje«.
Po izginotju dinozavrov so se začele razvijati razne živalske vrste (ptiči, plazilci, dvoživke), tudi sesalci, najprej majhni, ki so se pojavljali v vseh okoljih–na kopnem in v morju–kasneje pa tudi večjih (do velikosti medveda). Pojavile so se tudi sodobne rastline. Zemlja se je začela ohlajati in sušiti in se zaključila s poledenitvijo v pleistocenu. Številni veliki sesalci so izumrli.
Pojavili so se avstralopitek, številni še danes živeči rodovi sesalcev in recentnih mehkužcev. Pojavila se je tudi vrsta Homo habilis. Ob koncu poledenitve se je pojavil sodobni človek in v holocenu se je razvila današnja civilizacija. 

## Razdelitev
Kenozoik je razdeljen na tri obdobja (periode): paleogen, neogen in kvartar in sedem epoh: paleocen, eocen, oligocen, miocen, pliocen, pleistocen in holocen. Kvartar je Mednarodna komisija za stratigrafijo uradno priznala v juniju 2009, nekdanji terciar pa je bil leta 2004 uradno nadomeščen z obdobjema paleogen in neogen.
Enotno poimenovanje obdobij pomaga paleontologom bolje organizirati in združevati številne pomembne dogodke, ki so se zgodili v tem razmeroma kratkem obdobju. Obstaja tudi bolj podrobno členjenje tega obdobja v povezavi z relativno majhnimi plastmi, povezanimi z njimi.

## Tektonika
Geološko je kenozoik obdobje, ko so se celine preselile v svoje sedanje položaje. Skoraj 50 % današnje oceanske skorje je nastalo v kenozoiku. Avstralija in Nova Gvineja sta se odcepili od Pangee v času zgodnje krede, ta je drsela bolj proti severu in sčasoma trčila v jugovzhodno Azijo; Antarktika se je premestila v svoj trenutni položaj ob južnem tečaju, Atlantski ocean se je povečal zaradi nastanka velikega podmorskega hrbta, ki je razlog, da se je kasneje Južna Amerika povezala s Severno Ameriko. Orogenetske aktivnosti in vulkanizmi so povzročili nastanek Panamske ožine, ki ju spaja in onemogoča prelivanje med oceanoma. Evropa in Severna Amerika sta v času paleogena ostali povezani preko »eringovega mostu«, ki je omogočal migracije življenja v obe smeri. 
Indija je trčila v Azijo pred 55–45 milijoni let, nastala je Himalaja. Arabija je trčila v Evrazijo, pred približno 35 milijoni let se je zaprlo morje Tetida, nastale so Alpe.

## Podnebje
V času paleogena so značilni zelo različni podnebni pasovi. V začetku paleocena se je temperatura znižala za 10 ºC in se v začetku eocena spet dvignila, kar je povzročilo dvig morske gladine in transgresijo obalnih območij (morska transgresija na splošno pomeni skoraj nenaden vdor morja na obsežen del kopna). Zaradi toplega podnebja je uspevala bujna tropska in subtropska vegetacija. Ob koncu eocena se je podnebje zopet ohladilo za okoli 12 ºC, kar je povzročilo globalne tekstonske premike. V začetku oligocena se je Avstralija ločila od Antarktike in skozi nastali prostor so se sprostili tako vetrovi kot morski tokovi, ki so bistveno vplivali na klimatske razmere. Ker je Antarktika ostala obdana samo s hladnim zrakom in morskimi tokovi, je zaledenela. Ob koncu oligocena je iz neznanega razloga bistveno upadla raven morske gladine. Ob koncu miocena je upadla celo za 50 m, kar je bila posledica močne poledenitve Antarktike. Nastanek Panamske ožine je povzročil spremembo toka toplega Zalivskega toka in s tem podnebja v območju severne Evrope. Klima je zato na južni polobli postala znatno hladnejša. V začetku pliocena je začela morska gladina zopet naraščati in je bila v spodnjem pliocenu celo višja od današnje. Ob koncu pliocena (pred 3 milijoni let) je subtropske pogoje zamenjala ledena doba, ki z manjšimi oscilacijami traja še danes.

## Življenje
Kenozoik je doba sesalcev. V obdobju kenozoika so se sesalci razvili od majhnih, enostavnih, splošnih oblik v razvejano skupino kopenskih, morskih in letečih živali. Značilni predstavniki so: Chalicotheres, kreodont, kiti, primati, entelodont, košate zobate mačke, mastodonti in mamuti, triprsti konj, nosorog (veliki Indricotherium in Brontotheres), v morju so se razvile »moderne« skupine školjk, ribe in morski sesalci. Imenujemo pa ga lahko tudi kot obdobje savan ter medsebojno odvisnih kritosemenk in žuželk. Tudi ptice so se v kenozoiku precej spremenile. Bistveno so se razvile kače, njihovo število se je zelo povečalo, kar je vplivalo tudi na razvoj glodavcev, ki so njihov vir hrane.